# Tal (Wüste)

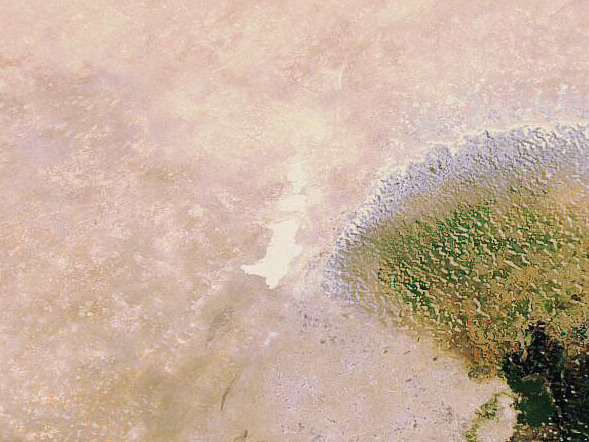
Wüste Tal (heller Bereich in der Bildmitte) auf einer Satellitenaufnahme von 2007

Der Tal (französisch: désert de Tal oder désert du Tal) ist eine Sandwüste im Südosten Nigers.
Die Wüste gehört administrativ zum Departement N’Guigmi in der Region Diffa. Sie liegt am Rand der Landschaft Manga und etwa zehn Kilometer östlich des ehemaligen Ufers des Tschadsees. Im schmalen Streifen dazwischen befindet sich die Stadt N’Guigmi. Südlich des Tal erstreckt sich die Ebene Kadzell. An seinem Westrand endet das Tal Dilia.
Die weiße Sandwüste Tal, als Erg ein Ausläufer der Sahara, ist jüngeren Datums. Sie entstand im 19. Jahrhundert oder etwas früher durch Winderosion. Ihre Nordost-Südwest-Ausrichtung spiegelt die vorherrschende Windrichtung wider. Zu den wenigen hier anzutreffenden Pflanzenarten gehört Stipagrostis vulnerans aus der Familie der Süßgräser.
Die Wüste ist die Namensgeberin des staatlichen Fernsehprogramms Tal TV und der multiethnischen Musikgruppe Tal National.